# The Christmas Wish
The Christmas Wish es una película para TV protagonizada por Neil Patrick Harris y Debbie Reynolds. Se estrenó en la CBS en 1998, y está basada en una novela de Richard Siddoway.

## Argumento
Un hombre de negocios (Neil Patrick Harris) intenta ocultar un secreto de familia sobre su abuela (Debbie Reynolds) tras regresar a una pequeña ciudad para modernizar la agencia inmobiliaria que posee la familia.

## Reparto
- Neil Patrick Harris - Will Martin
- Debbie Reynolds - Ruth
- Naomi Watts - Renee